# Wolphaartsdijk

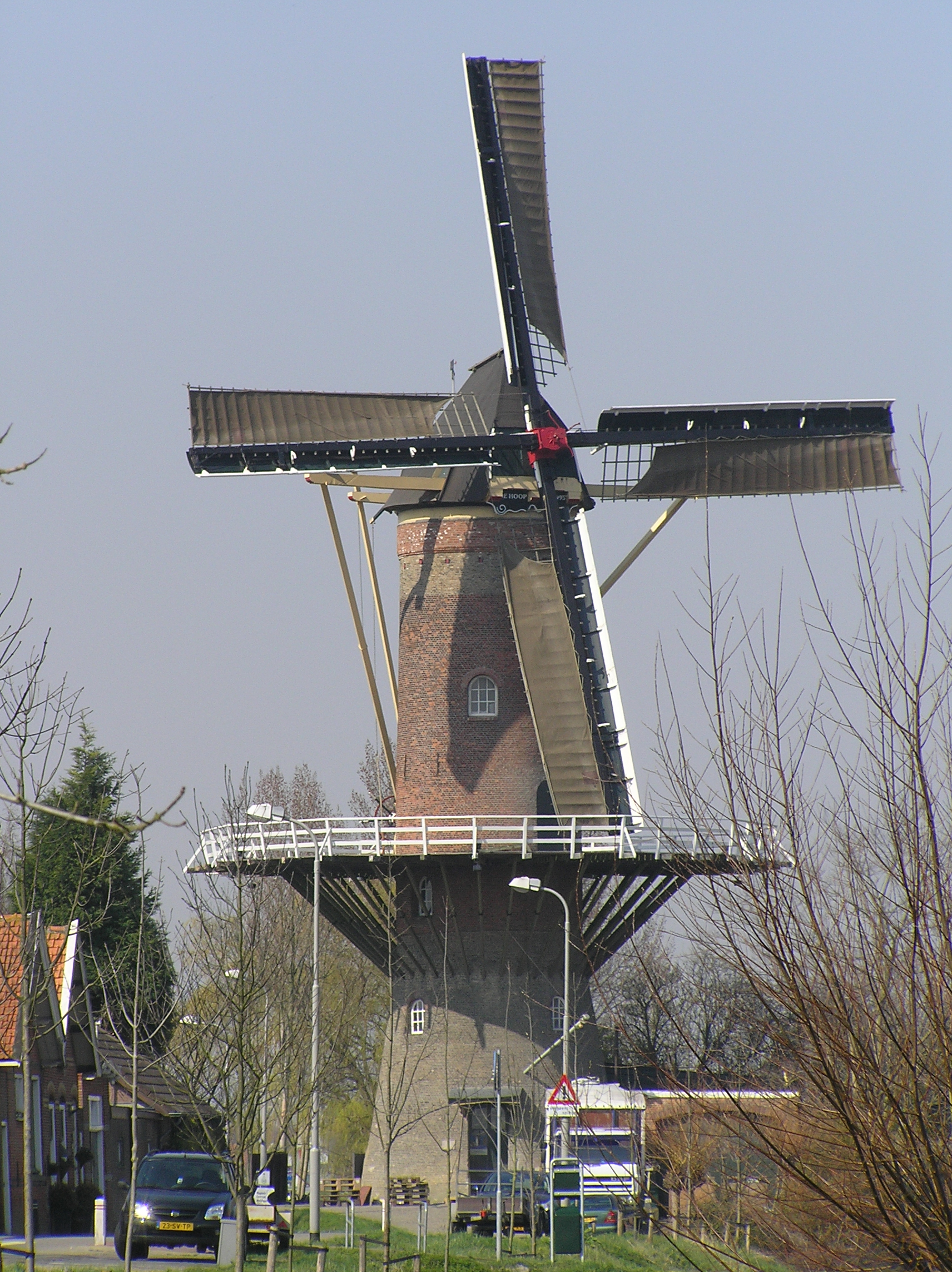
Getreidemühle De Hoop in Wolphaartsdijk

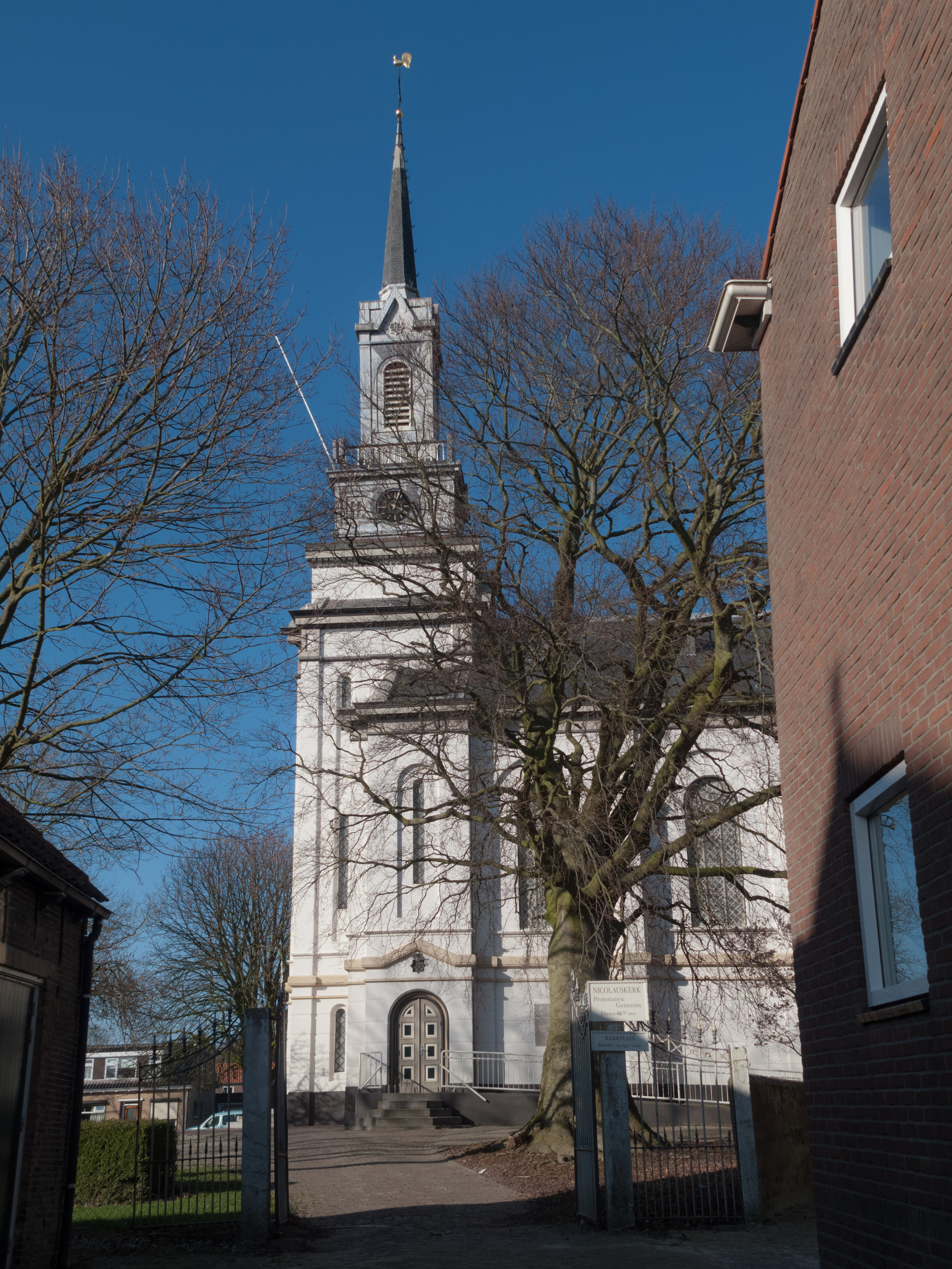
Kirche: de Nicolauskerk in Wolphaartsdijk

Wolphaartsdijk (seeländisch Wolfersdiek) ist ein Dorf in der Gemeinde Goes in der niederländischen Provinz Zeeland.
Im Jahr 2024 hatte das Dorf 2.060 Einwohner. Drei Schulen gibt es im Dorf sowie einen Fußballverein, Tennisverein, Tischtennisverein und mehr.
In Wolphaartsdijk existiert eine aus dem Jahr 1808 stammende aus Backstein gemauerte runde Getreidemühle, „De Hoop“ genannt.